# Juno (Schiff, 1939)
HMS Juno (F46) war ein britischer Zerstörer der J-Klasse. Er wurde im Zweiten Weltkrieg mit den Battle Honours Atlantic 1939, Calabria 1940, Libya 1940, Mediterranean 1940–41, Matapan 1941, Malta Convoys 1941 und Crete 1941 ausgezeichnet.
Am 21. Mai 1941 wurde die Juno auf dem Weg nach Kreta von italienischen CANT-Z.1007-Bombern angegriffen und sank nach Bombentreffern mit 116 Besatzungsmitglieder.

## Geschichte
HMS Juno wurde am 5. Oktober 1937 bei Fairfield Shipbuilding and Engineering Company in Govan mit der Baunummer 667 auf Kiel gelegt und sollte den Namen Jamaica erhalten, den dann jedoch ein Kreuzer der Crown-Colony-Klasse erhielt.

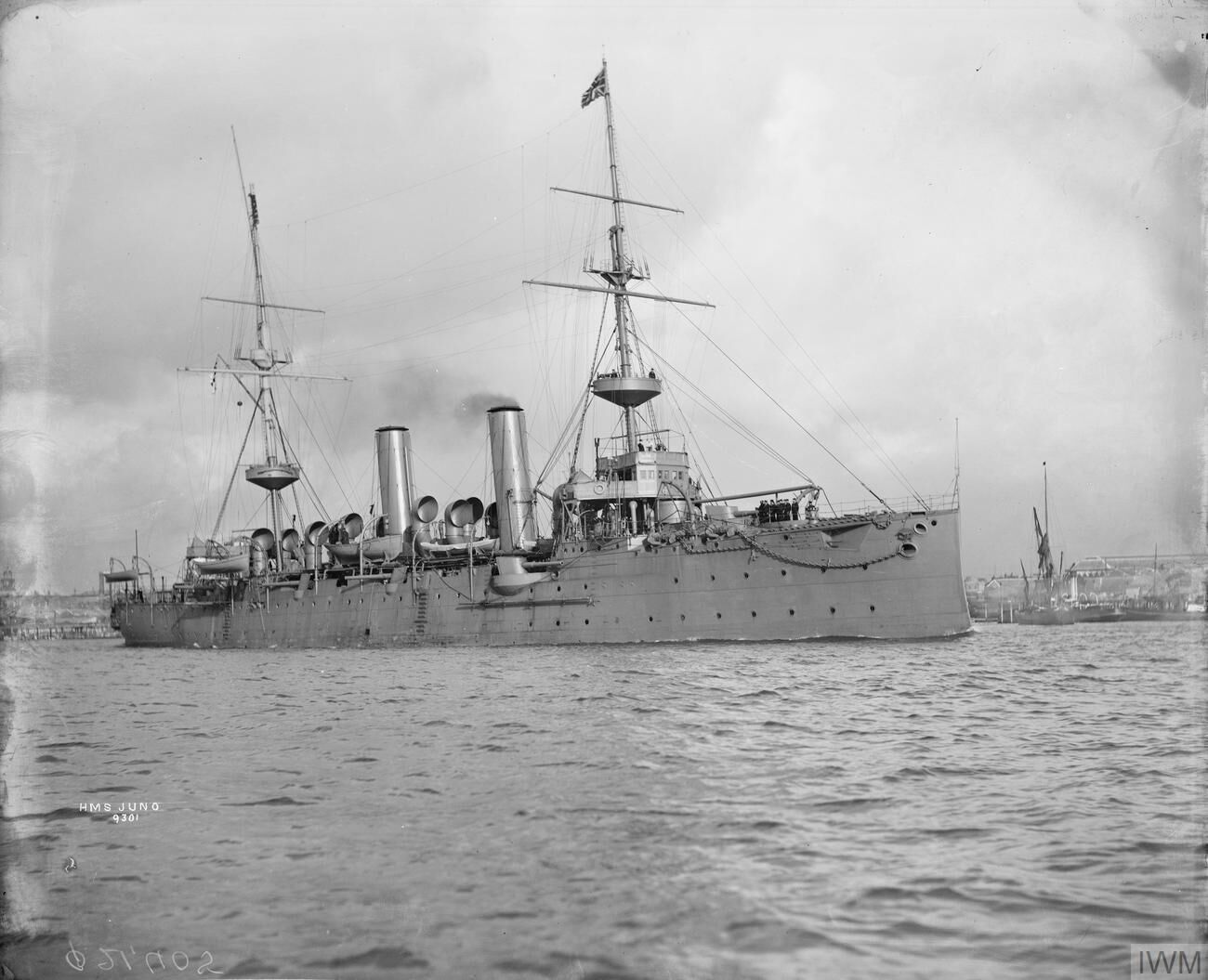
Der Kreuzer Juno

Am 8. Dezember 1938 wurde der Zerstörer vom Stapel gelassen und erhielt als neuntes Schiff der Royal Navy den Namen der höchsten römischen Göttin, den zuletzt bis 1920 ein Geschützter Kreuzer der Eclipse-Klasse geführt hatte. Noch kurz vor dem Kriegsbeginn wurde die Juno am 24. August 1939 in Dienst gestellt und wie die anderen Einheiten der J-Klasse der „7th Destroyer Flotilla“ der Home Fleet zugeteilt.

### Einsätze
Der Zerstörer und seine Flottille bildeten bei Kriegsbeginn mit den Leichten Kreuzern Southampton und Glasgow des „2. Kreuzergeschwaders“ die Humber Force in Immingham, um etwaige Vorstöße der Kriegsmarine gegen die britische Ostküste oder in der südlichen Nordsee schneller abwehren zu können.
Am 7. Dezember 1939 stießen die Juno und Jersey auf die deutschen Zerstörer Z 10 Hans Lody und Z 12 Erich Giese, die in der vorhergehenden Nacht eine Minenlegeaktion vor der Bucht von Cromer an der englischen Ostküste durchgeführt hatten. Die deutschen Schiffe griffen die Briten mit Torpedos an und  Erich Giese erzielte einen Treffer auf der Jersey, der Feuer und schwere Schäden verursachte. Es gelang der Juno, ihr Schwesterschiff in Schlepp zu nehmen, so dass es später repariert werden konnte.
Im Mai 1940 wurde die Juno zur Mittelmeerflotte abkommandiert und der neugebildeten 14. Zerstörerflottille in Alexandria zugeteilt. Im Juni war sie im östlichen Mittelmeer aktiv und erfüllte Geleitschutzaufgaben für schwerere Flotteneinheiten. Am 6. Juli beschoss sie mit dem Kreuzer Capetown und den Zerstörern Ilex, Imperial und Janus Bardia zur Unterstützung von Landeoperationen.
Am 9. Juli 1940 nahm die Juno an der Seeschlacht bei Punta Stilo (Kalabrien) teil, in der sie mit neun weiteren Zerstörern den Sicherungsschirm der „Force C“ mit den Schlachtschiffen Malaya und Royal Sovereign sowie dem Flugzeugträger Eagle bildete. Von dieser Teileinheit der Mittelmeerflotte kamen vor allem die Torpedoflugzeuge der Eagle zum Einsatz. Am 14. Juli kehrte der Verband nach Alexandria zurück.

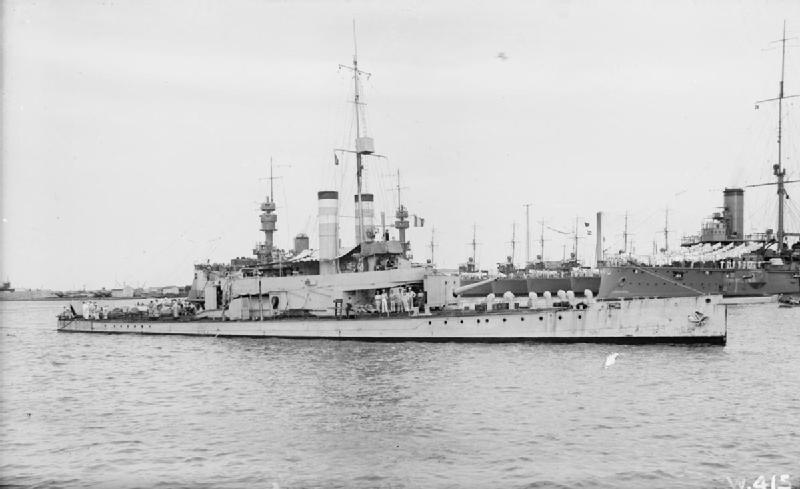
Das Kanonenboot Ladybird

Für den Rest des Jahres nahm die Juno ihre Aufgaben als Begleitschutz wieder auf, unterbrochen ab dem 23. August durch einen Vorstoß in die Bomba-Bucht bei Tobruk mit den Zerstörern Stuart, Waterhen, Diamond und Ilex, am 17. September zur Beschießung von Sidi Barrani. Zusammen mit der Janus, Jervis und Mohawk sowie dem Kanonenboot Ladybird griff sie in die Landkämpfe bei Sollum ein und beschoss am 22. September einen Flugplatz und Truppenansammlungen bei Sidi Barrani, was sie am 25. mit Hereward, Hyperion und Mohawk wiederholte.

Ende Oktober 1940 beteiligte sich der Zerstörer zusammen mit der Jervis an einem Vorstoß der Kreuzer Orion und Sydney durch die gesamte Ägäis bis vor die Dardanellen auf der Suche nach Konterbande transportierenden Schiffen. In der ersten Hälfte des November diente eine Konvoioperation nach Malta zur Verschleierung des Trägerangriffs auf Tarent; Juno gehörte zu den Sicherungskräften, war aber am Trägerangriff nicht beteiligt. Als auf dem Rückmarsch der Träger Illustrious dann noch Leros angriff, bildete die Juno mit den Zerstörern Janus, Nubian und Mohawk sowie den Kreuzern Gloucester und Glasgow seine Sicherung. Aus einer Konvoi-Operation nach Malta zum Jahresende entwickelte sich ein Vorstoß des „7. Kreuzergeschwaders“ mit drei leichten Kreuzern und den Zerstörern Janus, Jervis und Juno zur Otranto-Strasse, der ergebnislos verlief.
Vom 20. bis 22. Januar verlegte Juno mit den Zerstörern Jervis, Janus und Greyhound in Höchstfahrt von Alexandria über die Suda-Bucht nach Malta, um den schwerbeschädigten Flugzeugträger Illustrious von dort vom 23. bis zum 25. nach Alexandria zu begleiten, nachdem das Arsenal Malta die Schäden behelfsmäßig so weit behoben hatte, dass der Träger 24 kn laufen und wieder gesteuert werden konnte.

Im Februar 1941 hatte die Juno einen kurzen Einsatz im Roten Meer, kehrte aber bald nach Alexandria zurück. Ende März 1941 war sie vor der Küste des Peloponnes in die Schlacht bei Kap Matapan verwickelt.

### Das Ende derJuno
Am 21. Mai 1941 wurde sie auf dem Weg nach Kreta von fünf italienischen CANT-Z.1007-Bombern angegriffen. Sie erhielt drei Bombentreffer, die das Schiff in zwei Teile zerbrechen ließen und sank etwa 30 Seemeilen südöstlich der Insel auf der Position 34° 35′ N, 26° 34′ O. 116 Besatzungsmitglieder verloren ihr Leben, 96 Überlebende wurden von den Zerstörern Kingston, Kandahar und Nubian aufgenommen. Fünf von diesen starben später an ihren Verletzungen.

## Bewaffnung
Die Bewaffnung bestand aus sechs 120-mm-Kanonen in Doppellafetten Mk XII zum Einsatz gegen See- und Luftziele (zwei Türme vor der Brücke, der hintere in überhöhter Position; eine Lafette auf einer Plattform hinten). Als Flakbewaffnung besaß der Zerstörer ein 2-Pfünder-Vierlingsgeschütz Mk VIII auf einer Plattform hinter dem Schornstein sowie zwei Vierlings-0,5-inch-(12,7-mm)-Fla-MG. Zehn Torpedorohre in zwei Sätzen von je fünf Rohren und 20 Wasserbomben komplettierten die Bewaffnung.
Die schlechte Verteidigungsfähigkeit der Klasse gegen Luftangriffe führte ab 1940 zum Austausch des hinteren Torpedorohr-Satzes gegen eine 102-mm-Mk.V-Flak. Später wurden auch die Vickers-FlaMG durch vier einzelne Oerlikon-Maschinenkanonen ersetzt.